# Kalaat Senan
Kalaat Senan, Kalaat es Senam o Kalâat Snan (in arabo قلعة سنان‎?) è una città della Tunisia, di circa 8.145 abitanti. È situata nel governatorato di El Kef, a 1.271 m s.l.m.

## Geografia
La città si trova sull'altopiano di Jugurtha, un altopiano di 1.271 metri sul livello del mare, che copre un'area di oltre 80 ettari.  L'altopiano ospita numerose fonti d'acqua fra cui la fonte di Aïn Senan che garantisce così alla popolazione locale l'approvvigionamento idrico.

## Etimologia
Kalaat Senan deve il suo nome alla vicina fortezza (kalaat) costruita sull' altopiano di Jugurtha. La fortezza, gestita dal comandante Senan, resistette a  lungo alle truppe del Bey di Tunisi prima di venir conquistata.